# Sheldon (Wisconsin)
Sheldon é uma vila localizada no estado norte-americano de Wisconsin, no Condado de Rusk.

## Demografia
Segundo o censo norte-americano de 2000, a sua população era de 256 habitantes.
Em 2006, foi estimada uma população de 235, um decréscimo de 21 (-8.2%).

## Geografia
De acordo com o United States Census Bureau tem uma área de
1,7 km², dos quais 1,7 km² cobertos por terra e 0,0 km² cobertos por água. Sheldon localiza-se a aproximadamente 342 m acima do nível do mar.

## Localidades na vizinhança
O diagrama seguinte representa as localidades num raio de 24 km ao redor de Sheldon.